# Na To-hyang
Na To-hyang (* 30. März 1902 in Seoul; † 26. August 1927) war ein koreanischer Schriftsteller.

## Leben
Na To-hyang wurde am 30. März 1902 in Seoul unter dem Namen Na Kyŏng-son (나경손 羅慶孫) geboren. Sein Künstlername lautet Na Pin (나빈 羅彬). Sein Pseudonym ist Na To-yang. Er war das älteste von dreizehn Kindern. Auf Wunsch seines Vaters, eines Arztes, besuchte er die Medizinische Fachhochschule in Gyŏngsŏng (Seoul), wurde jedoch von der Hochschule verwiesen. Er wollte an der Waseda University in Japan studieren, musste jedoch aufgrund finanzieller Probleme nach Korea zurückkehren, wo er an einer Grundschule in Andong als Lehrer arbeitete und gleichzeitig mit dem Schreiben anfing. Sein literarisches Debüt hatte er 1921, als seine Kurzgeschichte Schulverweis (출학) in der Schulzeitschrift veröffentlicht wurde. 1922 war er an der Gründung der Literatur- und Kunstzeitschrift Weiße Woge (백조) beteiligt. Er starb am 26. August 1927 an einer Lungenentzündung.
Seine frühen Werke neigen zur Romantik, was charakteristisch ist für Autoren, die noch keine vollkommen ausgereifte Perspektive besitzen. Sie sind voller Emotionen, schreiben übermäßig gefühlsbetont und werden oft für ihre Fülle an Attributen kritisiert. Ab 1923 begann er sich jedoch von der romantischen Sicht der Dinge zu entfernen und erlangte eine objektivere Sicht der Dinge. Samryong, der Stumme, eines seiner berühmtesten Werke, handelt von einem hässlichen, stummen Knecht, der sich in seine schöne und gütige Herrin verliebt. Die unglückliche Liebe des Knechts ähnelt der unerreichbaren Sehnsucht der Menschen nach ultimativer Schönheit.
In seinen späteren Werken bleibt Liebe zwar weiterhin ein dominierendes Thema, jedoch ist sie nun keine bloße romantische Vision mehr, sondern vielmehr ein Werkzeug um die aufkeimende Brutalität der Menschen und sexuelle Korruption zu untersuchen, deren Wurzeln nach Nas Meinung in der ungerechten Gesellschaft liegen. Aufgrund seines frühen Todes erreichte er nie wirklich volle Reife als Schriftsteller, aber seine Werke sind und bleiben ein wesentlicher und einflussreicher Teil der koreanischen Literatur.

## Arbeiten

### Koreanisch
- 젊은이의 時節 Zeit der Jugend (1921)
- 옛날 꿈은 蒼白하더이다 Die Träume der Vergangenheit sind blass (1921)
- 幻戱 Die Vision (1922)
- 十七圓 五十錢 17 Hwan und 50 Münzen (1923)
- 행랑자식 Das Kind aus dem Dienstbotenquartier (1923)
- 자기를 찾기 前 Bevor man sich selbst findet (1924)
- 電車 車掌의 日記 몇 節 Ein paar Zeilen aus dem Tagebuch des Fahrkartenkontrolleurs in der Straßenbahn (1924)
- 뽕 Maulbeeren (1925)
- 물레방아 Die Wassermühle (1925)
- 漢江邊의 一葉片舟 Ein winziges Boot am Ufer des Hangang (1925)
- J醫師의 告白 Das Geständnis des Dr. J (1926)
- 꿈 Der Traum (1926)
- 池亨根 Ji Hyŏng-gŭn (1926)
- 벙어리 三龍 Samryong, der Stumme (1926)